# Mateo Córdova
Mateo C. Córdova (Salta, 2 de febrero de 1860 - Santa Rosa, 26 de junio de 1938) fue un empresario y político argentino perteneciente a la Unión Cívica Radical, que ejerció como Gobernador de la Provincia de Jujuy entre 1921 y 1924.

## Biografía
Dedicado a las tareas rurales desde joven, se estableció en las cercanías de Metán y luego en la localidad de Coronel Moldes. Tuvo una destacada actuación pública en su provincia natal, donde fue presidente de una comisión popular de ayuda a los enfermos de cólera.
En 1888 se trasladó a la provincia de Jujuy, radicándose en una finca propiedad del exgobernador Bárcena, iniciando contactos con la política local. Al cabo de unos años adquirió una finca en Zapla; organizada con gran esmero, logró premios en varias exposiciones internacionales por los progresos técnicos logrados allí.
Apoyó a la Unión Cívica desde la época de la Revolución del Parque, incorporándose posteriormente a la Unión Cívica Radical. Durante el largo período en que este partido sostuvo la estrategia de la abstención electoral, se acercó a los dirigentes conservadores, sin por ello abjurar de su radicalismo. A pedido del senador nacional Domingo T. Pérez fue diputado provincial por el Departamento de Valle Grande, cargo que ocupó entre 1903 y 1907.
El 16 de febrero de 1921 fue elegido gobernador de su provincia, asumiendo el cargo el día 5 de abril. Era un candidato de consenso entre las dos fracciones en que estaba dividido el radicalismo, la yrigoyenista y la antipersonalista.
Su mandato fue breve y estéril, ya que desde el principio del mismo se produjo una alianza entre los radicales antipersonalistas y los conservadores en contra del gobernador, lo que impidió que cualquier iniciativa de éste prosperara.
Ante la proximidad de las elecciones de senadores nacionales, que debían celebrarse el 22 de septiembre, el Poder Ejecutivo declaró disuelta la Legislatura, amparándose en que se rechazaban todos los pedidos de acuerdo del Ejecutivo "sin otro propósito que entorpecer la marcha de la administración", en que no se había modificado "el sistema de representación en consonancia a los últimos censos y a pesar de los proyectos presentados en tal sentido", y en que se habían sancionado leyes que originaban gastos sin determinar de dónde se obtendrían los recursos para solventarlos. Tanto la Legislatura como el gobernador solicitaron la intervención federal de la provincia, esperando cada uno que ésta favoreciera su posición.
El presidente Marcelo T. de Alvear envió una misión especial a la provincia, que terminó aconsejando la intervención federal, que se hizo cargo de los tres poderes del Estado el día 11 de enero de 1924. El interventor federal Carlos Gómez dejó sin efecto todas las resoluciones tomadas por Córdova en los últimos días de su mandato. A continuación llamó a elecciones para cubrir todos los cargos electivos, en las que triunfó el antipersonalista Benjamín Villafañe merced al apoyo brindado por el interventor y también al descrédito en que habían caído los yrigoyenistas por la inacción política del gobierno de Córdova.
El exgobernador no formuló reclamo alguno: abandonó la provincia, vendió su finca de Zapla y no volvió a participar en política. Se radicó en la ciudad de Buenos Aires, donde vivió el resto de su vida soportando una situación económica adversa.
Estando de visita en casa de su hija en Santa Rosa (La Pampa) la muerte lo sorprendió el día 26 de junio de 1938.